# Pescado crudo
Pescado crudo es una película de Argentina filmada en colores dirigida por Milagros Roque Pitt y Alejandro Montiel sobre su propio guion que se produjo en  2001 en video digital pero no llegó a estrenarse comercialmente. Tuvo como actores principales a Laura Azcurra, Alejandro Awada, Analía Couceyro y Pablo Limarzi.

## Sinopsis
Durante cinco días, varios personajes conviven en la casa de una pareja que está próxima a su aniversario de casados.

## Reparto
Participaron del filme los siguientes intérpretes:
- Laura Azcurra
- Alejandro Awada
- Analía Couceyro
- Pablo Limarzi
- Horacio Peña
- Romina Richi
- Hernán Peña
- Victoria Alexandrova
- Gustavo Ruiz
- Patricia Sánchez
- Mike Amigorena
- Sebastián D’Angelo
- Santiago Giralt
- Diego Ross
- Pablo Limarzi

## Comentario
El director declaró al diario La Prensa que el título hace referencia al sushi, "ese mundo de las apariencias en el que no se es."